# Mycalesis junonia
Mycalesis junonia är en fjärilsart som beskrevs av Butler 1868. Mycalesis junonia ingår i släktet Mycalesis och familjen praktfjärilar. Inga underarter finns listade i Catalogue of Life.